# سان أومير كابيل
سان أومير كابيل (بالفرنسية: Saint-Omer-Capelle)‏ هي بلدية تقع في إقليم باد كاليه من منطقة نور با دو كاليه في شمال فرنسا. تبلغ مساحة هذه المدينة 10.69 (كم²)، وترتفع عن سطح البحر 3 م، يبلغ عدد سكانها 1000 نسمة حسب إحصاء المعهد الوطني للإحصاء والدراسات الاقتصادية سنة 2009 م. وترأس [[Claude Bocquelet]] البلدية خلال فترة (2008-2014).